# Aphis masoni
Aphis masoni är en insektsart som beskrevs av Richards 1963. Aphis masoni ingår i släktet Aphis och familjen långrörsbladlöss. Inga underarter finns listade i Catalogue of Life.